# 오사와 사무소
오사와 사무소는 성우 매니지먼트가 중심인 일본의 연예 기획사이다. 도쿄배우생활협동조합의 매니저였던 오사와 카즈오가 1984년 4월에 독립하며 세웠다.

## 소속 성우
| 아 - 아이자와 마사키 - 아이자와 마사토 - 아오키 도모야 - 아카마츠 신지 - 아사 코타로 - 아라이 카오루야 - 이지마 하지메 - 이가라시 유스케 - 이즈미 류타 - 이타쿠라 미쓰타카 - 이치카와 아오이 - 이토 히데토시 - 이토 요스케 - 이토 류지 - 이누카이 준지 - 우치다 나오야 - 에비스하라 마사히코 - 오구로 카즈히로 - 오오하루 유키오 - 오야마 다케노리 - 오카노 신사 - 오시비 준 - 오노 아츠시 - 오야마다 노보루 - 온다 마토무 가 - 카가와 이오리 - 카세 야스유키 - 카토 마사야 - 간자키 류 - 키우치 히데노부 - 키리이 다이스케 - 쿠사노 토오루 - 코스기 쥬로타 - 고토 케이타 - 코바야시 겐지 - 코바야시 치코 - 고블린 | 사 - 사이토 히로카츠 - 사이토 야스히로 - 사케모토 노부유키 - 사토 타케쥬 - 시오바라 케이타 - 시라토리 테츠 - 스가와라 마사시 - 스즈키 에이이치로 - 스즈키 신 - 스즈키 신노스케 - 스즈키 타이린 - 소데야마 준 다 - 다카기 유세이 - 타카다 유지 - 다시로 준이치로 - 다치키 후미히코 - 다나카 소이치로 - 다나카 요시토 - 다베 케이스케 - 치카다 카즈오 - 치바 스스무 - 챠후린 - 츠카모토 신야 - 도우치 히로키 - 소토자키 아키히코 나 - 나카지마 후미아키 - 나카타 죠지 - 나가이 히비키 - 나가토모 타츠야 - 나가누마 아츠시 - 나카노 신타로 - 나사건신 - 니시 린타로 - 노지리 다이스케 | 하 - 하가 세이 - 하세가와 아유무 - 하나다 히카리 - 하마다 류지 - 하야시다 나오치카 - 히라노 나오치카 - 후지자키 타쿠야 - 후지노 나오히코 - 브라보 코마츠 - 후루노 겐이치 - 호리카와 진 마 - 마츠오 마츠오 - 마츠나가 켄스케 - 마크 오키타 - 미야자키 쇼타로 - 메가노 무기 - 모토무라 유우 야 - 야마시타 세이이치로 |

### 여자
| 아 - 아이카와 료코 - 아오키 나나 - 아카시 카오리 - 아카시 하루카 - AKIKO - 아사노 히카리 - 아사노 마유미 - 아리마 유미코 - 이구치 유카 - 이케타니 카즈미 - 이케다 아오이 - 이케다 노조미 - 이치키 미나코 - 이토 마리 - 이토 미키 - 우치야 마유미 - VieVie - 에다무라 미도리 - 오카와 마이 - 오츠다 히로 - 오츠나 메구미 - 오카노 사다코 - 오구치 타카코 - 오쿠야마 야요이 | 가 - 카토 케이코 - 카네코 사야카 - 카야노 아이 - 카와키타 요시코 - 카와사키 유카리 - 카와스미 아야코 - 이츠키마타 히로코 - Kirilo'la' - 쿠노 미사키 - 쿠마가이 세이카 - 쿠로사키 아야코 - 오하라 요시미 - 코바야시 아이 사 - 사카구치 아야 - 사토 아미나 - 사토 카나 - 사토 치나츠 - 사토 미나코 - 사토 유미 - 사토 리츠코 - 시다 유사이 - 시마부쿠로 미유리 - 스즈키 마리카 - 스즈키 미카 - 스즈키 유우코 - 스즈키 요시에 - 스즈키 요시미 - 세키구치 키미코 다 - 다카하시 나츠기 - 다가이 히토미 - 다쿠보 유카 - 타네다 리사 - 츠치야 이오 | 나 - 나가오 에리 - 나카노 케이코 - 나가미네 미노리 - 나가야마 아케미 - 네기시 카오루코 - 노토 마미코 하 - 하나자와 카나 - 하야마 나나 - 히가사야마 아미 - 히다카 리나 - 후나바시 쿄미 - 호아시 미유 - 혼다 아쓰코 - 혼다 타카코 마 - 마루야마 미즈키 - 미즈카미 아사미 - 미츠노 타카코 - 무카이도 아사미 - 모모세 케이 야 - 야스다 아키에 - 야마시타 유리에 - 야마타니 마리 와 - 와타나베 아키노 |